# Episodi di Titans (serie televisiva 2018) (prima stagione)
La prima stagione della serie televisiva Titans è stata pubblicata negli Stati Uniti d'America da DC Universe dal 12 ottobre al 21 dicembre 2018.
In Italia, la stagione è stata interamente distribuita su Netflix l'11 gennaio 2019.
L'antagonista principale è Trigon
| n. | Titolo originale | Titolo italiano       | Pubblicazione USA | Pubblicazione Italia |
| -- | ---------------- | --------------------- | ----------------- | -------------------- |
| 1  | Titans           | Titans                | 12 ottobre 2018   | 11 gennaio 2019      |
| 2  | Hank and Dove    | Il falco e la colomba | 19 ottobre 2018   | 11 gennaio 2019      |
| 3  | Origins          | Origini               | 26 ottobre 2018   | 11 gennaio 2019      |
| 4  | Doom Patrol      | Doom Patrol           | 2 novembre 2018   | 11 gennaio 2019      |
| 5  | Together         | Insieme               | 9 novembre 2018   | 11 gennaio 2019      |
| 6  | Jason Todd       | Jason Todd            | 16 novembre 2018  | 11 gennaio 2019      |
| 7  | Asylum           | Il manicomio          | 23 novembre 2018  | 11 gennaio 2019      |
| 8  | Donna Troy       | Donna Troy            | 30 novembre 2018  | 11 gennaio 2019      |
| 9  | Hank and Dawn    | Hank e Dawn           | 7 dicembre 2018   | 11 gennaio 2019      |
| 10 | Koriand'r        | Koriand'r             | 14 dicembre 2018  | 11 gennaio 2019      |
| 11 | Dick Grayson     | Dick Grayson          | 21 dicembre 2018  | 11 gennaio 2019      |

## Titans
- Titolo originale: Titans
- Diretto da: Brad Anderson
- Scritto da: Akiva Goldsman, Geoff Johns e Greg Berlanti
- Durata: 51:01

### Trama
In seguito all'omicidio di sua madre Melissa per mano di un misterioso assalitore, la giovane e problematica Rachel Roth mostra poteri telecinetici e fugge dalla città, rifugiandosi a Detroit. Il detective di Detroit, Dick Grayson, combatte il crimine di notte nei panni di Robin. Dopo aver colpito con un oggetto un'auto della polizia, Rachel viene arrestata: quando incontra Dick, lo riconosce come protagonista dei suoi incubi e gli chiede aiuto. Quando si rende conto che stava dicendo la verità su sua madre, Rachel viene drogata e rapita. Nel frattempo, a Vienna, in Austria, Kory Anders si risveglia in un incidente d'auto pieno di proiettili senza alcun ricordo della sua identità. Grazie ad alcuni indizi, trova la strada che la porta dal gangster Konstantin Kovar, che a quanto pare ha tradito nella ricerca di una certa ragazza, Rachel. Quando Kovar tenta di spararle, Kory rilascia delle fiamme che inceneriscono lui e tutti gli altri nella stanza. Sul punto di essere uccisa in un rituale dallo stesso uomo che aveva ucciso sua madre, Rachel si oscura mentre emerge una versione malvagia di se stessa che uccide il suo rapitore. Dick arriva e la porta in salvo. A Covington, nell'Ohio, una tigre verde sta rubando dei videogiochi da un negozio di elettronica di notte: compiuto il furto, si trasforma in un ragazzo umano.

## Il falco e la colomba
- Titolo originale: Hawk and Dove
- Diretto da: Brad Anderson
- Scritto da: Akiva Goldsman
- Durata: 44:16

### Trama
Dick porta Rachel da Hank Hall e Dawn Granger, vigilanti mascherati noti come Hawk e Dove, con i quali Dick ha combattuto il crimine anni prima. Sebbene Hank e Dawn siano una coppia stabile, Rachel sente che Dick e Dawn, qualche tempo prima, avevano una relazione e hanno ancora problemi irrisolti. Quando un geloso Hank affronta Dick, la parte oscura di Rachel si manifesta per fermarlo. La Famiglia Nucleare è "attivata" per rapire Rachel e torturano la nuova partner di Dick, la detective Amy Rohrbach, per sapere dove trovarlo. Hawk e Dove sconfiggono un trafficante d'armi anche grazie all'intervento brutale di Robin. Rachel è sconvolta nello scoprire che Dick intendeva lasciarla con Hank e Dawn e non tornare. La Famiglia Nucleare sconfigge Dick, Hank e Dawn, catturando Rachel e lasciando Dawn gravemente ferita.

## Origini
- Titolo originale: Origins
- Diretto da: Kevin Rodney Sullivan
- Scritto da: Richard Hatem, Geoff Johns, Marisha Mukerjee e Greg Walker
- Durata: 54:53

### Trama
Kory rintraccia Rachel, ed osserva la Famiglia Nucleare rapirla. Il lato oscuro di Rachel si rifiuta di aiutarla, ma Kory arriva, incenerisce il Padre Nucleare con i suoi poteri, e convince Rachel ad andarsene con lei. Rachel e Kory si dirigono verso un convento dove Melissa si era probabilmente nascosta dal padre di Rachel quando era una bambina, e che Kory aveva visitato in cerca di Rachel un anno prima. Dick ricorda di aver appreso che la morte dei suoi genitori non era stata un incidente e che era stato accolto dal miliardario Bruce Wayne, che si era offerto d'insegnare a Dick "un altro modo per affrontare il dolore". Rachel s'incontra brevemente con Garfiel Logan, e Dick arriva. Dopo che il lato oscuro di Rachel si manifesta nuovamente, Dick e Kory la riportano al convento, dove le suore la chiudono di nascosto nel seminterrato. Kory scopre che prima che perdesse la sua memoria, stava studiando varie profezie sul giorno del giudizio sull'avvento di un "corvo" apocalittico. Il lato oscuro di Rachel la schernisce e poi si manifesta, portando ad un'esplosione che permette a Rachel di scappare.

## Doom Patrol
- Titolo originale: The Doom Patrol
- Diretto da: John Fawcett
- Scritto da: Geoff Johns
- Durata: 45:02

### Trama
Rachel incontra Gar, nella sua forma di tigre, mentre fugge attraverso i boschi. Gar porta Rachel a casa sua, dove incontra Cliff Steel / Robotman, Larry Trainor / Negative Man e Rita Farr / Elasti-Woman. Il Dr. Niles Caulder / Il Capo arriva, furioso con Gar, per aver portato uno sconosciuto nella loro casa - dove vivono in segreto - ma interessato a fare degli esperimenti su Rachel. Lei è d'accordo, ma prima che gli esperimenti comincino chiede di essere liberata. Niles rifiuta e spara a Gar quando tenta d'intervenire. La parte oscura di Rachel emerge e attacca Niles. Nel frattempo Dick e Kory trovano il convento in rovina e seguono Rachel fino alla casa di Caulder. Dick calma Rachel e promette che la proteggerà. Gar si unisce a Dick, Kory e Rachel, incoraggiato da Cliff e Rita a vivere la propria vita lontano dalla Doom Patrol.

## Insieme
- Titolo originale: Together
- Diretto da: Meera Menon
- Scritto da: Bryan Edward Hill e Gabrielle Stanton
- Durata: 40:48

### Trama
Dick rende ufficiale l'alleanza con Kory, Gar e Rachel: invitati da Grayson, tutti mostrano i loro poteri. Rachel e Gar fanno amicizia e Dick e Kory hanno un rapporto sessuale. Il dr. Adamson invia un nuovo Patrigno Nucleare alla famiglia. La Famiglia Nucleare attacca i quattro, ma il gruppo, collaborando, la sconfigge: Dick rivela la sua identità di Robin al gruppo. Dick visita poi Adamson, che uccide la famiglia tramite un detonatore remoto. Quando una squadra d'assalto arriva per uccidere Dick, interviene il nuovo Robin a salvarlo.

## Jason Todd
- Titolo originale: Jason Todd
- Diretto da: Carol Banker
- Scritto da: Richard Hatem e Jeffrey David Thomas
- Durata: 47:13

### Trama
Dick e Jason Todd, il nuovo Robin, portano Adamson in una delle case sicure di Bruce a Chicago, dove sono successivamente raggiunti da Kory, Rachel e Gar. Apprendendo che Bruce, in passato, ha impiantato un localizzatore nel suo braccio, Dick lo rimuove con un bisturi. Jason racconta a Dick che qualcuno sta uccidendo chiunque abbia lavorato con i suoi genitori al circo. Dick cerca allora Clayton Williams, l'unico artista ancora vivo e probabilmente il prossimo obiettivo dell'omicida. Clayton viene rapito da Nick Zucco, il figlio di Tony Zucco, il mafioso che uccise i Grayson. Nick vuole vendetta nei confronti di Dick, di cui incolpa l'omicidio della sua famiglia da parte dei Maroni. Jason interviene a sostegno di Dick e lo aiuta a sconfiggere Nick. In seguito Jason attacca violentemente dei poliziotti: per questo viene rimproverato da Dick che, disturbato dalla sua brutalità, lo esorta a non seguire le sue orme. Nel frattempo Adamson, risvegliatosi, dice a Kory di voler parlare solo con Rachel.

## Il manicomio
- Titolo originale: Asylum
- Diretto da: Alex Kalymnios
- Scritto da: Bryan Edward Hill e Greg Walker
- Durata: 46:49

### Trama
Adamson si taglia la gola per costringere Rachel a usare i suoi poteri empatici per rianimarlo. Quindi informa Dick e Kory che Rachel "purificherà" il mondo. Adamson racconta loro di Angela Azarath, la vera madre di Rachel, che è detenuta in un manicomio abbandonato. Sono catturati quando arrivano al manicomio e Dick, Kory e Gar sono sottoposti a tortuosi esami. Adamson promette di porre fine alle loro sofferenze se Rachel chiama suo padre, ma lei lo uccide. Rachel trova Angela, mostrando la sua voglia per farle capire che è sua figlia. Portando Angela con sé, Rachel libera gli altri, sebbene Gar sia traumatizzato dall'aver ucciso un medico. Scappano; Kory brucia il manicomio e Dick brucia la sua tuta di Robin.

## Donna Troy
- Titolo originale: Donna Troy
- Diretto da: David Frazee
- Scritto da: Richard Hatem e Marisha Mukerjee
- Durata: 43:08

### Trama
Mentre Rachel, Kory e Gar accompagnano Angela in treno fino alla casa che possiede in Ohio, Dick se ne va da solo per rincontrarsi con una vecchia amica, Donna Troy. L'FBI ferma il treno in cerca di Kory, ma lei e gli altri scappano dopo aver fatto esplodere un vagone. Mentre Rachel usa i suoi poteri per sbloccare i ricordi di Kory, Donna traduce il testo che Dick ha fotografato nel magazzino di Kory. L'interpretazione di Donna dell'antica lingua perduta è che la missione di Kory è uccidere Rachel. Kory ha un lampo di memoria e afferra Rachel per la gola.

## Hank e Dawn
- Titolo originale: Hank and Dawn
- Diretto da: Akiva Goldsman
- Scritto da: Geoff Johns
- Durata: 46:49

### Trama
Con Dawn ancora in coma, Hank ricorda la sua infanzia, quando si è lasciato abusare sessualmente dal suo allenatore di football per salvare il fratellino Don dalla molestia. Al college, Hank e Don diventano vigilanti, Hawk e Dove, per punire i trasgressori sessuali. Una Dawn incosciente ricorda la sua vita di ballerina e l'ultima volta che ha visto sua madre. La madre di Dawn e Don, e Hank e Dawn si conoscono in una consulenza sul dolore. Dawn scopre il passato di Hank come Hawk. Racconta a Dawn del suo abuso, ma ammette di non aver mai cercato una punizione contro l'allenatore perché non poteva affrontare ciò che gli era successo. Dawn trova l'abusatore e gli chi chiede di confessare; non appena terminano di combattere brutalmente l'uno contro l'altro, Hank arriva e sconfigge l'allenatore. Hank e Dawn dormono insieme. Nel presente, Dawn si sveglia e dice ad Hank che devono trovare Jason Todd e aiutare Rachel.

## Koriand'r
- Titolo originale: Koriand'r
- Diretto da: Maja Vrvilo
- Scritto da: Gabrielle Stanton
- Durata: 41:10

### Trama
Donna impedisce a Kory di uccidere Rachel. Dick e Donna seguono una Kory con i rimorsi e confusa in un magazzino abbandonato, dove Kory trova un'astronave. Lei si rivela essere Koriand'r, dal pianeta Tamaran, in missione per distruggere Rachel prima che provochi la distruzione della Terra e di Tamaran. Il padre di Rachel è Trigon, un essere di un'altra dimensione che divora i mondi. Rachel è sia la porta di ritorno sulla Terra per Trigon, sia un mezzo per distruggerlo. Dick, Donna e Kory si rendono conto che Angela sta aiutando Trigon. Gar inizia ad avere delle allucinazioni nella casa di Angela e collassa. Con Gar che sta morendo, Angela convince Rachel a chiamare Trigon per aiutarla. Lo fa, e Trigon e Angela si riuniscono. Trigon fa sì che Gar guarisca e dice ad Angela che possono iniziare a distruggere il mondo una volta che il cuore di Rachel si sia spezzato. Dick, Donna e Kory arrivano, ma solo Dick può passare attraverso la barriera mistica che ora circonda la casa di Angela.

## Dick Grayson
- Titolo originale: Dick Grayson
- Diretto da: Glen Winter
- Scritto da: Richard Hatem
- Durata: 43:28

### Trama
Cinque anni nel futuro, Dick vive felicemente con Dawn e il loro figlio John, con un altro bambino in arrivo. Rachel e Gar sono al college. Un Jason paraplegico chiede a Dick di fermare Batman che è intenzionato ad uccidere Joker. Dick si reca a Gotham e si riunisce con Kory, che è entrata a far parte dell'FBI. Batman uccide Joker e tutti i pazienti e i membri dello staff dell'Arkham Asylum. Dick si sente obbligato a rivelare l'identità segreta di Batman alla polizia in modo che possano arrestarlo. Kory e una squadra della SWAT fanno irruzione a Wayne Manor, ma Batman li massacra tutti. Un Dick infuriato fa esplodere la villa con degli esplosivi. Quando trova Batman vivo, ma intrappolato tra le macerie, Dick lo uccide. Nel presente, Rachel è inorridita nel vedere Dick schiavizzato dal potere di Trigon e dal futuro oscuro e l'omicidio di Batman da parte di Dick si rivela essere una fantasia creata da Trigon per condurre Dick ad abbracciare l'oscurità. Nella struttura del Progetto Cadmus situata da qualche parte a Metropolis, durante i titoli di coda, un uomo designato come "Soggetto 13" e con il tatuaggio del simbolo di Superman scappa dal laboratorio di contenimento. Libera anche un Labrador Retriever, i cui occhi s'illuminano di rosso.